# Шильхские языки
Ши́льхский язык — язык шильхов, относится к группе атласских языков, распространён в центре и на юге Марокко. Носителями шильхского языка по всему миру являются около 4 миллионов человек. Как правило, эти люди многоязычные, владеющие также арабским.
Шильхский язык признан в Марокко как один из официальных языков и употребляется в государственном делопроизводстве.
С 2003 года официальным письмом для шильхского языка является тифинаг. Ранее для написания шильхского языка использовался арабский алфавит. В настоящее время распространяется также латинский алфавит.
Шильхский алфавит: ⴰ, ⴱ, ⴳ, ⴷ, ⴹ, ⴻ, ⴼ, ⴽ, ⵀ, ⵃ, ⵄ, ⵅ, ⵇ, ⵉ, ⵊ, ⵍ, ⵎ, ⵏ, ⵓ, ⵔ, ⵕ, ⵖ, ⵙ, ⵚ, ⵛ, ⵜ, ⵟ, ⵡ, ⵢ, ⵣ, ⵥ, ⵯ.
Традиционно считается, что шильхская подгруппа представлена одним языком, но значительные диалектные различия между четырьмя основными диалектными группами (распространёнными в четырёх основных географических зонах шильхского ареала), по данным исследований Юрия Борисовича Корякова, позволяют рассматривать их также как самостоятельные языки.
В состав шильхского языка входят следующие диалектные объединения:
- сусский;
- высокоатласский шильхский;
- антиатласский шильхский;
- южношильхский.

Кроме того, к шильхским идиомам относится старошильхский язык — язык древних берберских письменных памятников, самый ранний из которых датируется 1145 годом; и еврейско-берберские диалекты Суса и Высокого Атласа, отличающиеся от остальных диалектов ташельхита только использованием еврейского письма и некоторыми заимствованиями из древнееврейского языка.

## Шильхская Википедия
Существует раздел Википедии на шильхском языкe («Шильхская Википедия»), первая правка в нём была сделана в 2021 году. По состоянию на 19:12 (UTC) 3 августа 2025 года раздел содержит 10 870 статей (общее число страниц — 14 940); в нём зарегистрирован 14 391 участник, двое из них имеют статус администратора; 23 участника совершили какие-либо действия за последние 30 дней; общее число правок за время существования раздела составляет 77 277.